# Zhen
Den kejserliga gemålen Zhen, (kinesiska:珍妃), ursprungligen Tatala, född 27 februari 1876, död 15 augusti 1900, efter sin död känd som Kejserliga ädla gemålen Ke-Shun (kinesiska:恪顺皇贵妃), populärt men inkorrekt känd som "pärlkonkubinen", var konkubin och gemål (ej kejsarinna) till Guangxu-kejsaren. Hon spelade en viss politisk roll genom sitt inflytande över kejsaren.

## Biografi
Zhen var dotter till Changxu av Tatala-klanen och yngre syster till kejserliga konkubinen Jin (1874–1924), ytterligare en av Guangxus gemåler. Hon blev konkubin år 1888 och fick titeln "Konkubin Zhen" (Den dyrbara konkubinen) 25 februari 1889. Änkekejsarinnan Cixi tyckte först om hennes talang och hyrde konstnärer för att ge henne lektioner i musik och målning. Hon var Guangxus favoritgemål och uppmuntrade honom att bli "stark och oberoende", bedriva en självständig politik och införa västerländska reformer. Hon var intresserad av fotografi och inbjöd västerländska fotografer för att lära sig fotografera, och hennes förtjusning i västerländska seder och vana att klä sig i manskläder gjorde henne ogillad av Cixi. Då hon i samråd med kejsaren försökte iscensätta en kupp för att avsätta Cixi fick denna henne fängslad (1898).
Innan hovet flydde från Peking under stadens erövring av europeiska trupper under boxarupproret 1900 lät Cixi föra fram Zhen ur hennes fängelse och sade: "Jag tänkte ursprungligen ta dig med oss. Men du är ung och söt och blir troligen våldtagen av de utländska soldaterna längs vägen. Jag utgår ifrån att du vet vad du bör göra." Detta var en uppmaning till självmord, och Zhen bönföll i stället Cixi att låta kejsaren stanna i staden för att möta och förhandla med den utländska ockupationsmakten. Cixi gav då order om att Zhen skulle slängas ned i en brunn i nordöstra hörnet av den förbjudna staden, där hon drunknade. Denna historia är dock inte bekräftad, och det är möjligt att Zhen i stället dränkte sig i brunnen på eget initiativ, eller mördades av eunuckerna utan någon order från Cixi.